# 松尾稔
松尾 稔（まつお みのる、1936年（昭和11年）7月4日 - 2015年5月9日）は、日本の工学者。名古屋大学名誉教授、元総長。工学博士（京都大学）。専門は土質工学。京都市出身。

## 略歴
1960年京都大学工学部土木工学科卒業、1962年同大学院工学研究科修士課程修了、1964年京都大学講師、65年助教授。1969年「引揚力を受ける基礎と複合地盤の支持力に関する研究」で工学博士（京都大学）、1972年名古屋大学工学部助教授、1978年教授、1989年工学部長、1995年名古屋大学理工科学総合研究センター長、1998年名古屋大学総長、2004年退任、名誉教授、財団法人科学技術交流財団理事長、なごや環境大学（これは正式な大学ではない）学長、2004年6月中部電力株式会社社外監査役、2006年財団法人名古屋都市センター理事長。
叙正三位。

## 受賞・栄典
- 昭和43年（1968年）度土質工学会奨励賞
- 昭和54年（1979年）度土木学会論文賞
- 昭和58年（1983年）度土質工学会論文賞
- 昭和59年（1984年）度土木学会著作賞
- 平成15年（2003年）度土木学会功績賞
- 平成24年（2012年）度春季叙勲 - 瑞宝大綬章[3]

## 著書
- 『最新土質実験 その背景と役割』森北出版 最新土木工学シリーズ 1974年
- 『地盤工学 信頼性設計の理念と実際』技報堂出版 1984年

### 共著
- 『土質工学基礎叢書 7 土圧』富永真生共著 鹿島出版会 1975年
- 『都市の地下空間 開発・利用の技術と制度』林良嗣共編著 鹿島出版会 1998年
- 『地盤環境工学の新しい視点 建設発生土類の有効活用』本城勇介共編著 技報堂出版 1999年